# La noia
"La noia" (Nederlands: verveling) is een nummer van de Italiaanse zangeres Angelina Mango. Het is geschreven door de zangeres zelf, en Madame en geproduceerd door Dardust. Het nummer kwam uit op 7 februari 2024. Het nummer was Angelina Mango's winnende inzending voor het San Remo Music Festival 2024, de 74e editie van het Italiaanse muziekfestival dat ook dienst doet als selectie van de act voor het Eurovisie Songfestival,  en het land vertegenwoordigde op het Eurovisie Songfestival van 2024. 
"La noia" bereikte plaats vier op de Italiaanse singles chart en is door de FIMI dubbel platina gecertificeerd voor de verkoop van meer dan 200.000 exemplaren. Het nummer bereikte reeds de hitlijsten in Zwitserland, San Marino en Kroatië.

## Videoclip
Een videoclip bij de release van "La noia", werd geregisseerd door Giulio Rosati, en werd uitgebracht op YouTube op 7 februari 2024. Alessia Musillo van Elle Decor Italia associeerde de visuals met Medusa en omschreef het verhaal als de weergave van "het proces van het aankleden van een heilige vrouw", waarin "het gevlochten haar eruitziet als boomtakken en, zonder sluiers, lijkt op het hoofd van een Gorgon uit zijn tijd". 